# Volker Türk
Volker Türk (Linz, 27 de agosto de 1965) es un abogado austriaco y funcionario de las Naciones Unidas. Es Alto Comisionado de las Naciones Unidas para los Derechos Humanos desde el 17 de octubre de 2022.

## Biografía
Nacido en Linz, Türk asistió al Khevenhüller Gymnasium Linz y estudió derecho en la Universidad de Linz. Su tesis doctoral en la Universidad de Viena versó sobre la oficina del Alto Comisionado de las Naciones Unidas para los Refugiados y su mandato y fue publicada por Duncker & Humblot, Berlín en 1992.
En 1991, Türk se convirtió en Oficial Profesional Junior en la ONU y tuvo una asignación temporal en Kuwait financiada por el Ministerio de Relaciones Exteriores de Austria. Luego ocupó varios cargos en el Alto Comisionado de las Naciones Unidas para los Refugiados (ACNUR) en diferentes regiones del mundo, incluidas Malasia, Kosovo, Bosnia-Herzegovina y la República Democrática del Congo. Más tarde se convirtió en el director de la División de Protección Legal Internacional en la sede del ACNUR en Ginebra. En febrero de 2015, fue nombrado Alto Comisionado Asistente para la Protección, lo que lo convirtió en el funcionario de la ONU de Austria de más alto rango.
El 18 de abril de 2019, Türk fue designado por el Secretario General António Guterres para suceder a Fabrizio Hochschild Drummond como Subsecretario General de Coordinación Estratégica en la Oficina Ejecutiva del Secretario General en la Secretaría de la ONU. De 2021 a 2022, Türk se desempeñó como Secretario General Adjunto de Políticas en la Oficina Ejecutiva del Secretario General.
En 2025, después de presentar Consejo de Derechos Humanos de las Naciones Unidas sobre Venezuela donde pedía poner fin a las desapariciones forzadas, la Asamblea Nacional de Venezuela, controlada por el partido de gobierno, lo declaró persona non grata.